# Cachoeira de Minas
Cachoeira de Minas  é um município brasileiro no estado de Minas Gerais, Região Sudeste do país. Localiza-se no sul mineiro, com uma população de 11 884 habitantes, de acordo com o censo demográfico de 2022.

## Etimologia
No ano de 1882, o decreto provincial 3057 de 31 de outubro criou a Freguesia de São João Batista das Cachoeiras. Pela lei estadual n.º 843, de 7 de setembro de 1923, assinada pelo presidente de Minas Gerais Raul Soares de Moura, foi criado o município de Cachoeiras, desmembrado de Paraisópolis e, uma lei estadual datada de 27 de dezembro de 1948, deu-lhe a denominação de Cachoeiras de Minas.

## História
Foi Inácio da Costa Rezende o fundador da cidade de Cachoeira de Minas, na região Sul do Estado de Minas Gerais.
As incursões dos bandeirantes pelos sertões das Gerais beneficiaram a região do Planalto Mineiro, onde localiza-se o município. A ocupação do território ocorreu por volta de 1853, por Inácio da Costa Rezende e sua esposa Rosa Maria, proprietários da Fazenda Cachoeira. Estes doaram terrenos para a construção de uma capela, que foi erigida à margem direita do rio Sapucaí-Mirim e dedicada a São João Batista. Nasceu assim a povoação com o nome de São João Batista das Cachoeiras.
Em 1 de janeiro de 1854, inaugurou-se a capela construída pelos fundadores, Inácio da Costa Rezende e Rosa Maria, com a celebração da primeira missa pelo Cônego João Dias de Quadros Aranha. A exploração agrícola assumiu o comando da economia da comunidade, que, na época, desenvolveu-se consideravelmente.
O topônimo inicial, São João Batista das Cachoeiras, originou-se do Santo Padroeiro da primeira capela, e de quedas d’água existentes no Rio Sapucaí-Mirim.

### Formação administrativa
Em 12 de dezembro de 1865 foi criado o distrito de Conceição dos Ouros e o pequeno povoado de Cachoeira de Minas ficou subordinado ao distrito. Conceição dos Ouros ainda não era uma cidade, mas tinha um sacerdote residindo em suas terras, para a época isso era o suficiente, pois todas as atividades que eram feitas tinham ligação com a Igreja Católica.
O distrito foi criado com a denominação de São João Batista das Cachoeiras, subordinado ao município de São José do Paraíso.
Na divisão administrativa de 1911, continuou subordinado ao município de São José do Paraíso (o qual teve seu nome alterado para Paraisópolis em 1914). Nos quadros de apuração do Recenseamento Geral de 1 de setembro de 1920, permaneceu subordinado a Paraisópolis.
Em 1923, foi elevado à categoria de vila, com sede na povoação de São João Batista das Cachoeiras e denominação de Cachoeiras, desmembrando-se de Paraisópolis. Constituiu-se de dois distritos: Cachoeiras e Santo Antônio do Itaim. Instalou-se o município em 1 de junho de 1924.
Na divisão administrativa de 1933, o município de Cachoeiras continuou com dois distritos: Cachoeiras e Santo Antônio do Itaim; assim permanece nas divisões territoriais de 31 de dezembro de 1936 e 31 de dezembro de 1937. Em 1938, o distrito de Santo Antônio do Itaim passou a chamar-se Itaim. No quadro referente ao período de 1939-1943, o município ainda constitui-se de dois distritos: Cachoeiras e Itaim.
Em 1943, o município de Cachoeiras passou a denominar-se Catadupas. No quadro fixado para vigorar no período de 1944-1948, o município continuou com dois distritos: Catadupas (ex-Cachoeiras) e Itaim.
Em 1948, o município de Catadupas passou a chamar-se Cachoeira de Minas.
Na divisão territorial de 1 de julho de 1960, o município de Cachoeira de Minas continuou com dois distritos: Cachoeira de Minas e Itaim; assim permanece na divisão territorial de 2007.
Alteração toponímica distrital

São João Batista das Cachoeiras para Cachoeiras.(ou Vila de Baixo).
Alterações toponímicas municipais

Cachoeiras para Catadupas.
Catadupas para Cachoeira de Minas.